# Алес
А̀лес (на италиански: Ales; на сардински: Abas, Абас) е село и община в Южна Италия, провинция Ористано, автономен регион и остров Сардиния. Разположено е на 194 m надморска височина. Населението на общината е 1483 души (към 2010 г.).